# Adásztevel
Adásztevel ist eine ungarische Gemeinde im Kreis Pápa im Komitat Veszprém. Die Einwohnerzahl beträgt ungefähr 750 (Stand 2011), die Fläche 8,37 km².

## Geografische Lage
Die Gemeinde liegt am nordwestlichen Rand des Bakonywaldes, sechs Kilometer südöstlich der Stadt Pápa. Die Nachbargemeinde  Nagytevel befindet sich zwei Kilometer südöstlich.

## Infrastruktur
Vor Ort gibt es eine Post, Kindergarten, Grundschule, Bücherei, Bürgermeisteramt, ein Kulturhaus, eine reformierte Kirche und ein katholisches Gebetshaus.
Der Bürgermeister der Gemeinde ist zurzeit Béla Fodor (Stand 2020).

## Söhne und Töchter der Gemeinde
- Adolf Schwarz (1846–1931), Rabbiner und Publizist
- János Dorosmai (1886–1966), Dichter und Schriftsteller
- Benő Balassa (1919–2008), Pädagoge und Heimatforscher
- László Komár (1944–2012), Sänger

## Sehenswürdigkeiten
- Reformierte Kirche (erbaut 1753, Barock)
- Skulptur Táncoló fekete lakkcipők zur Erinnerung an László Komár, erschaffen von Szilárd Cseke
- Weltkriegsdenkmal (I. világháborús emlékmű), erschaffen 1930 von János Vajda

## Verkehr
Durch Adásztevel verläuft die Landstraße Nr. 8303. Der nächstgelegene Bahnhof befindet sich in Pápa.